# Puchar Polski w piłce siatkowej mężczyzn (1973/1974)
Puchar Polski w piłce siatkowej mężczyzn 1973/1974 (Puchar Polski o "Puchar Sportowca") – 18. sezon rozgrywek o siatkarski Puchar Polski, rozgrywany od 1932 roku.

## Klasyfikacja końcowa
| Miejsce | Drużyna          |
| ------- | ---------------- |
| 1.      | Hutnik Kraków    |
| 2.      | Resovia          |
| 3.      | AZS Olsztyn      |
| 4.      | Płomień Milowice |
| 5.      | Stal Mielec      |
| 6.      | Avia Świdnik     |